# Mark King
Mark King (Cowes, Ilha de Wight, 20 de outubro de 1958) é um baixista e  cantor inglês, baixista e vocalista do grupo de rock Level 42.

## Biografia
Mark King era um cantor independente que, em 1980, decidiu se unir a Mike Lindup, e aos irmãos Gould (Phil Gould e Rowland Boon Gould) para formar uma banda. Em 1994, sem se desligar da banda, lançou um disco solo com o nome de Influences. A banda já estourou em todo o Reino Unido no primeiro álbum, e este sucesso pereceu apenas dentro desse mesmo ano. King decidiu fazer um álbum apenas com Lindup, chamado "Forever Now". Depois de "Forever Now", Mark King optou por seguir carreira solo. Lançou um álbum de estúdio em 1999, Trash, que apesar da qualidade e da ótima produção, não fez tanto sucesso como a banda. Em 2001, Mark king se uniu à Lindup, Gary Husband e Nathan King para fazer o Level 42 e voltar com toda a força. Em 2006, o último álbum de estudio foi lançado na Europa com o nome de Retroglide.
Participou como hóspede no Dopofestival de Sanremo 2017